# Nagelhout
Nagelhout (Nedersaksisch: naegelholt/-hoalt/-hoolt) is aan de lucht gedroogd rundvlees, nog het meest te vergelijken met rookvlees. Het is een typisch streekproduct en wordt nog door enkele slagers in het oosten van Nederland geproduceerd, met name in de Achterhoek, Twente, Salland en delen van Drenthe.
Het vlees, dat bij voorkeur afkomstig is uit een bilspier van een twee- tot vierjarige koe, moet na het slachten lang worden afgehangen en na het uitsnijden worden ingewreven met zout, soms vermengd met kruidnagel of nootmuskaat. Vervolgens wordt het rundvlees gedurende enkele maanden opgehangen om te drogen aan de lucht.
De naam nagelhout verwijst naar de plank met spijkers (naegels) waaraan het vlees na het slachten werd opgehangen om te drogen. Vroeger hing het nagelhout bij rijkere boerenfamilies tussen de andere vleeswaren te drogen bij de vuurplaats, in de wieme. Het werd aangesneden zodra er visite was. Een plakje tarwebrood of een beschuit werd dan met een dun plakje nagelhout geserveerd. Nagelhout was toentertijd een luxe broodbeleg. Het is geschikt om te gebruiken voor carpaccio.
Nagelhout is niet hetzelfde als het Duitse Nagelholz, dat vlak over de Duits-Nederlandse grens veelvuldig wordt gemaakt. Dit vlees wordt namelijk gerookt (bij 35-45 °C) en met speklappen omwikkeld.